# Haverigg
Haverigg – wieś w Anglii, w Kumbrii, w dystrykcie (unitary authority) Cumberland. Leży 81 km na południe od miasta Carlisle i 367 km na północny zachód od Londynu. W 2011 miejscowość liczyła 1849 mieszkańców.